# George Lazenby

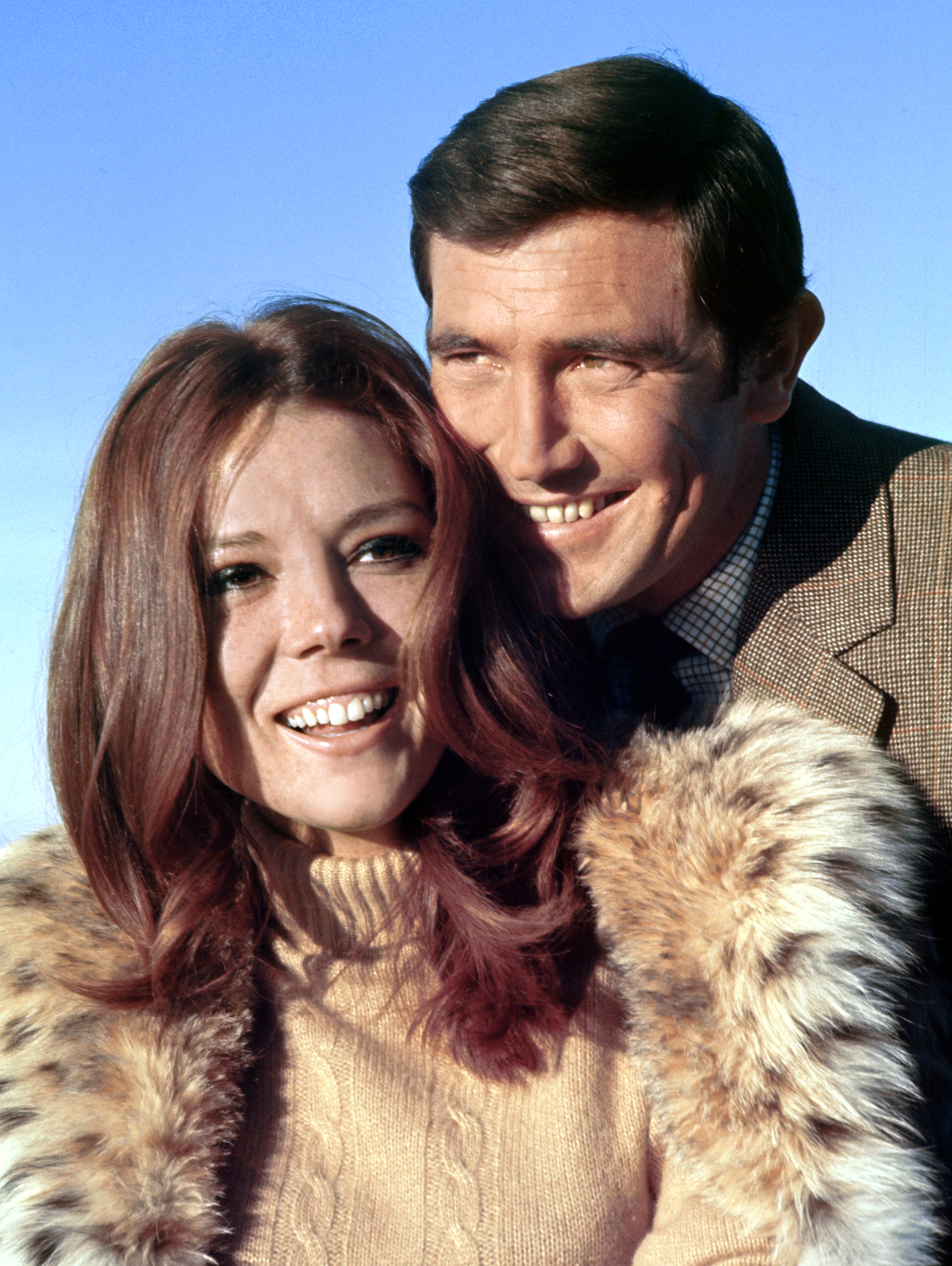
Lazenby tillsammans med Diana Rigg under inspelningen av I hennes majestäts hemliga tjänst 1969.

George Lazenby, född 5 september 1939 i Goulburn, New South Wales, är en australisk skådespelare. Lazenby är främst känd för att ha spelat James Bond i filmen I hennes majestäts hemliga tjänst (1969).

## Biografi
Lazenby flyttade till Canberra när han var i tonåren och spelade där i ett rockband samtidigt som han bokade lokala spelningar med mer kända grupper från Sydney. Han flyttade därefter till London och fick ett jobb som bilförsäljare, och efter en tid började han sälja Mercedesbilar. Han fick uppmärksamhet för sitt utseende från fotografen Chard Jenkins och blev snabbt en av de högst betalda manliga fotomodellerna i Europa. Han fotograferades bland annat som Europas Marlboroman. Efter att ha träffat Maggie Abbott, som arbetade med rollbesättning, fick Lazenby inspiration att provspela för rollen som James Bond. Han förberedde sig genom att köpa en kostym som hade sytts upp för Sean Connery i Man lever bara två gånger men aldrig använts och gick till Connerys frisör där han bad om att få samma frisyr som Connery.
Under inspelningen av I hennes majestäts hemliga tjänst, som var Lazenbys första filmroll, var stämningen dålig mellan Lazenby och regissören Peter Hunt. Producenten Albert R. Broccoli uppgav senare i en intervju att det var ett stort misstag av honom att anlita Lazenby, som hade rätt utseende och scenuppträdande för att spela Bond, men som var mycket arrogant, inte klarade av att hantera sin framgång och inte kom överens med andra skådespelare eller med filmteamet. Lazenby själv har däremot senare uppgett att han blev lovad miljonbelopp i dollar för att göra en film till och blev förespeglad ett kontrakt på sju filmer.
Lazenby var dock inte intresserad av att fortsätta att spela Bond. Han hade fått höra att den smokingklädde hemlige agenten James Bond snart skulle komma att betraktas som föråldrad under den nya, mer frigjorda tid som var på väg att bryta in, och där krigsteman redan börjat bli impopulära. Istället ville Lazenby bli mer som Clint Eastwood, och räknade med att kunna tjäna stora pengar i andra roller. I efterhand har han beklagat att han då omgav sig med så dåliga rådgivare.
Lazenby medverkade därefter i Universal Soldier (1971), som han också hjälpte till att skriva. Därefter syntes han i en italiensk giallo-film, Who Saw Her Die?, av Aldo Lado. Han tecknade senare kontrakt för fyra filmer med Hongkong-filmbolaget Golden Harvest. Den första av dessa var Game of Death med Bruce Lee. Lazenby skulle för övrigt ha ätit middag med Bruce Lee samma dag som denne dog. När Lee dog blev Game of Death uppskjuten och Lazenby ströks ur filmen. Han medverkade ändå i tre Hongkong-filmer, bland andra Mannen från Hong Kong. På 1970-talet medverkade han även i John Landis komedi The Kentucky Fried Movie och b-filmer som Al Adamsons Death Dimension.
På 1990-talet medverkade han bland annat i filmen Gettysburg och i en rad nya Emmanuelle-filmer med Sylvia Kristel. Efter sin medverkan i filmen Winter Break från 2003 tog Lazenby en paus från skådespelandet men återvände dit 2012.
Lazenby har ägnat sig åt fastighetsaffärer och har på så vis skapat sig en stor förmögenhet. Han äger flera hem i USA, Hong Kong och Australien.
Han har varit gift två gånger, först med Christina Gannett och sedan med tennisstjärnan Pam Shriver. Hans son Zachary dog av hjärncancer 1994, 20 år gammal.

## Filmografi i urval
- 1963 – General Hospital (TV-serie)
- 1969 – I hennes majestäts hemliga tjänst
- 1971 – Universal Soldier
- 1972 – Who Saw Her Die?
- 1973 – Play for Today (TV-serie)
- 1974 – Matlock Police (TV-serie)
- 1975 – Mannen från Hong-Kong
- 1976 – The Quest (TV-serie)
- 1977 – The Kentucky Fried Movie
- 1978 – Death Dimension
- 1979 – Hawaii Fem-0 (TV-serie)
- 1979 – Saint Jack - Kungen av Singapore
- 1983 – Uppdrag i Singapore (TV-serie)
- 1984 – The Master (TV-serie)
- 1984 – Rituals (TV-serie)
- 1985 – Cover Up (TV-serie)
- 1986 – Never Too Young to Die
- 1986 – Hell Hunters
- 1989 – Alfred Hitchcock Presents (TV-serie)
- 1990 – Superboy (TV-serie)
- 1992 – Eyes of the Beholder
- 1993 – The Evil Inside Me
- 1993 – Gettysburg
- 1994 – Twin Sitters
- 1996 – Fox Hunt
- 1998 – Diagnosis Murder (TV-serie)
- 1998 – Star of Jaipur
- 1999 – Kameleonten (TV-serie)
- 1999 – Batman Beyond (TV-serie)
- 2000 – Four Dogs Playing Poker
- 2002 – Spider's Web
- 2003 – Winter Break
- 2008 – Mother Goose Parade (TV-film)
- 2013 – A Winter Rose
- 2014 – Legit (TV-serie)
- 2015 – Hunter
- 2016 – Dance Angels